# マイリトルポニー: エクエストリア・ガールズ - フレンドシップ・ゲーム
『マイリトルポニー: エクエストリア・ガールズ - フレンドシップ・ゲーム』（原題: My Little Pony: Equestria Girls – Friendship Games）は、2015年にアメリカ合衆国およびカナダで制作されたアニメーション映画。『マイリトルポニー』シリーズの第3作目となる劇場版作品。

## 概要
第2作『マイリトルポニー: エクエストリア・ガールズ - 虹の冒険』の続編。本作は、キャンタロット高校のライバル高校・クリスタル学園との対決を描いている。今回のストーリーは、当初トワイライトではなく、サンセットシマーを主役に描く予定だったが、諸事情から前作のラストに登場した人間世界のトワイライト、通称・サイトワイの成長をテーマに変更された。本作でも、前作同様に前日譚となる外伝ストーリーがYouTubeから配信されている。
日本では、2015年12月29日にネットフリックスで日本語吹き替え版が配信された。吹き替え翻訳は寺尾知寿子、演出は打越領一が担当。メインキャストも引き続き、日本で放映された『マイリトルポニー〜トモダチは魔法〜』と同じ声優陣が担当している。また、吹き替え版でトワイライトスパークルを演じてきた沢城みゆきが、シリーズ初の悪役を演じる。

## ストーリー
4年に一度開かれる「フレンドシップゲーム」で、キャンタロット高校から選抜された「ワンダーコルツ」のメンバーとしてライバル・クリスタル学園と戦うことになったメーン6。そんな中、サンセットシマーは競技の公正なる進行のために、魔法能力が発動する仕組みを解明するようルナ教頭に命じられる。
一方、クリスタル学園一の秀才故に周囲から疎んじられていたサイトワイこと人間世界のトワイライトスパークルは、エバートン学習プログラムの履修と引き換えにシンチ校長からフレンドシップゲームへの参加を命じられる。内心ノリ気ではなかったものの、キャンタロット高校で続発する謎の現象を探る機会を得た彼女は、手製のマジック・デバイスを携えてクリスタル学園選抜チーム「シャドウボルト」の一員としてフレンドシップゲームに臨む。知力と体力で激突する両校、そして波乱を呼ぶエクエストリアの魔法。勝負を制するのはいったいどちらか。そして、変身したトワイライトとサンセットの運命はどうなってしまうのか。

## 登場キャラクター
ゲストキャラクター以外はマイリトルポニー〜トモダチは魔法〜#登場キャラクターも参照。
クリスタル学園（Crystal Prep Academy）
サイトワイ / ミッドナイトスパークル（Sci-Twi / Midnight Sparkle）
声 - 沢城みゆき / タラ・ストロング
サイエンストワイライト、通称・サイトワイ。本作の主人公であり、ヴィランズの一人でもあるという珍しい立ち位置にいる。
クリスタル学園の生徒で、人間世界のトワイライトスパークル。こちらの世界では教師にも友人にも恵まれず、学園トップの成績と人間関係の不器用さが原因で周囲から妬まれ孤立している。彼女の恩恵で、学園には大量の賞状やトロフィーなどが飾られているが、サイトワイ自身はこのことに飽き飽きしている。
そこで、この学園に見切りをつけて、エバートンの履修を希望しているが、シンチ校長から、交換条件としてフレンドシップゲームへの参加を強制されてしまい、仕方なく参加することになる。キャンタロット高校に到着した後、サンセットシマーらと出会い、初対面の自分やスパイクを知ってる一同に困惑する。
ゲームが開始されると、スペリング勝負を難なく通過。決勝の数学証明問題対決でも、サンセットを制して見事勝利する。しかし、仲間たちに手を振るも無視されてしまい、反対に負けても笑顔で抱き合うサンセットらを見て気落ちする。続くスポーツ対決においてはアーチェリー種目の選手に選ばれたが、運動は苦手で失敗を重ねた挙句、サワースウィートに罵倒されて涙を見せることになるも、見兼ねたアップルジャックの助言で何とかクリアーすることができた。
実は、魔法世界に興味を抱いており、キャンタロット高校で引き起った魔法についての調査も兼ねて試合に参加していた。そこで魔法の原因を調査していくうち、自分の意志とは無関係にマジック・デバイスに魔力を蓄積していったが、そのことをシンチ校長に知られてしまう。そして、校長やチームメイトから魔力の解放を迫られ、魔法への好奇心から魔力を開放した結果、自分がミッドナイト・スパークルに変身してしまう。正気を失いポニー世界への扉を開こうとするが、友情の魔法を示すために自ら変身したサンセットシマーことデイドリーム・シマーと空中で激突。魔力で圧倒し優勢であったが、懇願するかのようなスパイクの姿に一瞬正気を取り戻す。それによって生じた隙をシマーに付かれ、飲み込まれた光の中で自身の心をシマーの友情の導きに委ねたことで救い出された。この騒動で、シンチ校長は生徒らに見限られ、自身はポニー世界に落ちそうになった生徒たちを助け合って改心したチームメイトから認められ和解した。
両校の和解後、ケイデンス学生部長に友情について学んでいきたいと告白し、新たな目標を見つけたことでキャンタロット高校に転校していった。
アバカス・シンチ（Abacus Cinch）
声 - 塩田朋子 / アイリス・クイン
本作のメインヴィラン。クリスタル学園の校長で、眼鏡を着用したクールな目と厚化粧な風貌が特徴。
冷徹な権威主義者で、生徒に圧力を加えながら学園を統治する。しかし、フレンドシップゲームでは形勢が不利になり、周囲の生徒を焚き付けてサイトワイを追い詰めた結果、彼女をミッドナイト・スパークルに変身させてしまう。この事態に動揺して、驚く生徒らを避難誘導させる前に、自分だけ逃亡する無責任な姿を晒している。上記のような行動から生徒たちにも見限られ、さらには一同から白い目で見られることに耐え切れず、無言でその場から立ち去って行った。
本作のオーディオコメンタリーによれば、時空の裂け目からポニー世界に落ちた後、モンスターに変身する案もあったが、残酷すぎると取り止められた。
シャドウボルト（Shadowbolt）
ワンダーコルツのライバル高校・クリスタル学園選抜チーム。エリート気質な生徒が多く、個人主義的な校風からチームワークはあまり良くない。
頭脳の方はサイトワイに頼りっぱなしで、基本はスポーツや化学・工作などを得意としており、キャンタロット高校と同じく個性的な生徒が揃っている。
また、前回のダズリングスと同様、5人にもキューティーマークが設定されており、主役側の5人とは対極の関係にあることが示唆されている。
サワースウィート（Sour Sweet）
声 - 吉田麻実 / シャロン・アレクサンダー
シャドウボルトのリーダー格。キューティーマークは二重のハートの上にクリスタル。
ポニーテールとソバカスが特徴。競技の際は、髪を二つに丸くまとめサクランボのピン留めを使用する。制服の上着は着ておらず、常に半袖で行動している。
スポーツ万能で、最初の障害物コースからフラッターシャイを大きく引き離しリードを広げることに成功。アーチェリーでも、一度に三本の矢を発射して的に当てる離れ業で早々にコースをクリアしたが、スポーツが苦手なサイトワイに足を引っ張られて逆転を許してしまい激怒。大勢の前で罵倒したことから、ついには彼女を泣かせてしまう。見兼ねたアップルジャックの助言により何とか事なきを得たが、直後に犬のスパイクが喋りだしたのを見てしまい驚愕していた。変身騒動が終結した後、サイトワイを追い詰めた責任は認めるも、一番の原因は彼女に魔力の開放を迫ったシンチ校長だと睨み付けて、シンチを追い払った。
シュガーコート（Sugarcoat）
声 - 三森すずこ / シエナ・ボーン
赤い眼鏡とボリュームのある独特のツインテールが特徴。キューティーマークは花火。
制服はメンバーの中で最も綺麗に着こなしているが、スカートの裾が一番短いため、黒のパンストを履いている。
言いたいことはズケズケと言う毒舌家で、サイトワイを言葉少なに追い詰めていくが、無神経なだけで悪気はない。生徒らが時空の割れ目に落ちそうになったときには、他のメンバーと率先して立ち上がった。普段から早口で喋るため有無を言わさぬ迫力があり、早口が得意なピンキーパイですら呆然とさせていた。
最後までポーカーフェイスを貫いたが、サイトワイを変身させたシンチには激怒した。シンチの退場後は、他の生徒らと一緒に優しい微笑みを浮かべていた。
インディゴザップ（Indigo Zap）
声 - 内藤有海 / ケリー・シャルダン
オールバックにゴーグルを着用しているスポーツ少女。キューティーマークは雷雲。
着崩れした制服に、稲妻模様が入ったリストバンドをしている。スポーツ万能で工作も得意な反面、スペリング勝負では早々に脱落するなど頭は良くない。
バスで向かう前、チームを鼓舞するためサイトワイにも強制的に同意を求めたが、彼女の演説に呆れて、それ以後はサイトワイに冷たく接するようになる。
フレンドシップゲームでは、シュガーコートとコンビで出場。モトクロスでは終盤にリードを奪うも、サンセットの追い上げの前に僅差で敗北した。
サニーフレア（Sunny Flare）
声 - 徳井青空 / ブリット・アービン
太陽の髪飾りが特徴。キューティーマークは太陽と雨雲。
制服はシュガーコートと同じくキチンと着こなしているが、袖の部分が大きく描かれている。ラリティと同様に化粧は厚めで、ナルシストな傾向がある。
サイトワイの要領の悪さに呆れており、バスの外で自分まで巻き込まれた際には激怒していた。競技では、レモンゼストとローラースケートに参戦する。
メンバーの中でも最も出番が少ないのをカバーするためか、オープニングではサイトワイを含めたメンバー6人の中で最も目立つ立ち位置にいる。
レモンゼスト（Lemon Zest）
声 - 高垣彩陽 / シャノン・チャンケント
赤いヘッドバンドと丸い輪郭が特徴。キューティーマークは輪切りのレモン。
制服はインディゴザップと同様、緩めたリボンに腕まくりと乱れた格好をしている。また、教官みたいな厳しい性格のようだが本編では特に描かれていない。
絶えず音楽を聞いては奇声を発する音楽狂。当初はトワイライトに好意的だったがゲームが開始されて以降は冷たくなり、他の生徒同様に圧力をかけてくる。
キャンタロット高校と和解後は、同じ音楽が趣味の、DJ Pon-3と仲良く音楽を聴いていた。未公開バージョンでは一人だけ追いてかれてしまっている。

## キャスト
| 役名                                | 原語版声優                 | 日本語吹き替え |
| ----------------------------------- | -------------------------- | -------------- |
| トワイライトスパークル / サイトワイ | タラ・ストロング           | 沢城みゆき     |
| ピンキーパイ                        | アンドリア・リブマン       | 三森すずこ     |
| レインボーダッシュ                  | アシュリー・ボール         | 橘田いずみ     |
| アップルジャック                    | アシュリー・ボール         | 徳井青空       |
| ラリティ                            | タバサ・セント・ジェルマン | 佐々木未来     |
| フラッターシャイ                    | アンドリア・リブマン       | 加藤英美里     |
| スパイクドッグ                      | キャシー・ウェーゼルク     | くまいもとこ   |
| サンセットシマー                    | レベッカ・ショイチェット   | 小清水亜美     |
| フラッシュセントリー                | ヴィンセント・トン         | 野島健児       |
| セレスティア校長                    | ニコール・オリバー         | 井上喜久子     |
| ルナ教頭                            | タバサ・セント・ジェルマン | 本田貴子       |
| アバカス・シンチ校長                | アイリス・クイン           | 塩田朋子       |
| ケイデンス学生部長                  | ブリット・マキリップ       | 高垣彩陽       |
| サワースウィート                    | シャロン・アレクサンダー   | 吉田麻実       |
| シュガーコート                      | シエナ・ボーン             | 三森すずこ     |
| インディゴザップ                    | ケリー・シャルダン         | 内藤有海       |
| サニーフレア                        | ブリット・アービン         | 徳井青空       |
| レモンゼスト                        | シャノン・チャンケント     | 高垣彩陽       |
| シャイニングアーマー                | アンドリュー・フランシス   | 宮野真守       |